# Edem Awumey
Edem Awumey, född i Lomé 1975, är en togolesisk författare, bosatt i Québec i Kanada.
Han tog två litteraturexamina vid Université de Lomé (1995-2000), och efter att år 2000 ha fått ett författarstipendium från Unesco reste Awumey till Frankrike, där han doktorerade i språk, litteratur och kulturell utveckling vid Université de Cergy-Pontoise. Han deltog under 2006-2007 i projektet The Rolex Mentor and Protégé Arts Initiative och fick under ett år Tahar Ben Jelloun som mentor.
Han skrev först noveller, men slog igenom med debutromanen Port-Mélo (2006), för vilken han fick Grand Prix Littéraire de l'Afrique noire.